# Roger O. Hirson
Roger O. Hirson est un scénariste américain né le 5 mai 1926 à New York et mort le 27 mai 2019 à Manhattan.

## Filmographie sélective
- 1960 : Ninotchka (TV)
- 1970 : Pieces of Dreams
- 1975 : Strike Force (TV)
- 1976 : The Adams Chronicles (en) (feuilleton TV)
- 1977 : Génération Proteus (Demon Seed)
- 1977 : The Best of Families (feuilleton TV)
- 1984 : To Catch a King (TV)
- 1984 : A Christmas Carol (en) (TV)
- 1986 : The Ted Kennedy Jr. Story (TV)